# Lukáš Dvorský
Lukáš Dvorský (* Ostrava) je český akademický sochař a designér působící v Ostravě. Působí jako předseda moravskoslezské krajské organizace hnutí PŘÍSAHA.

## Životopis

### Vzdělání:[3]
SSUŠ a ZUŠ AVE-ART OSTRAVA s.r.o. – obor Umělecké kovářství (2006–2010)
Ostravská univerzita – Fakulta umění, Katedra sochařství (2010–2015)
Národní institut pro další vzdělávání – Pedagogické minimum (2016–2017)

### Praxe:[3]
Design a sochařství.
Výuka na SSUŠ a ZUŠ AVE-ART Ostrava s.r.o. – výuka Uměleckého kovářství a průmyslového designu.

## Sochy umístěné v Ostravě
| Název                                                 | Autorství                                                       | Materiál | Odhalení |
| ----------------------------------------------------- | --------------------------------------------------------------- | -------- | -------- |
| Ostragen                                              | Lukáš Dvorský                                                   | ocel     | 2013     |
| Menhir                                                | Lukáš Dvorský                                                   | ocel     | 2013     |
| Pocta hornictví                                       | Lukáš Dvorský                                                   | ocel     | 2013     |
| Petřkovická venuše / Landecká venuše                  | Lukáš Dvorský                                                   | kov      | 2014     |
| Den pátý                                              | Lukáš Dvorský, Marek Břuska                                     | ocel     | 2015     |
| Galerie Piazzetta                                     | Vysloužil Architekti, Petr Szyroki, Lukáš Dvorský, Tomáš Arnošt | beton    | 2018     |
| Památník obětem střelby ve Fakultní nemocnici Ostrava | Lukáš Dvorský                                                   | bronz    | 2020     |

Blíže

## Politická angažovanost
Ve volbách do Poslanecké sněmovny PČR v roce 2021 kandidoval na 4. místě kandidátky hnutí PŘÍSAHA Roberta Šlachty v Moravskoslezském kraji, avšak nebyl zvolen.
V komunálních volbách v roce 2022 kandidoval z pozice lídra kandidátky hnutí PŘÍSAHA Roberta Šlachty do Zastupitelstva města Ostrava, ale nebyl zvolen. Za hnutí PŘÍSAHA Roberta Šlachty rovněž kandidoval do zastupitelstva Slezské Ostravy (z 10. místa kandidátky), ale nebyl zvolen.
Ve volbách do Evropského parlamentu v červnu 2024 kandidoval jako člen hnutí PŘÍSAHA na 25. místě kandidátky koalice „PŘÍSAHA a MOTORISTÉ“. Získal 179 preferenčních hlasů, a stal se tak 23. náhradníkem.

## Galerie

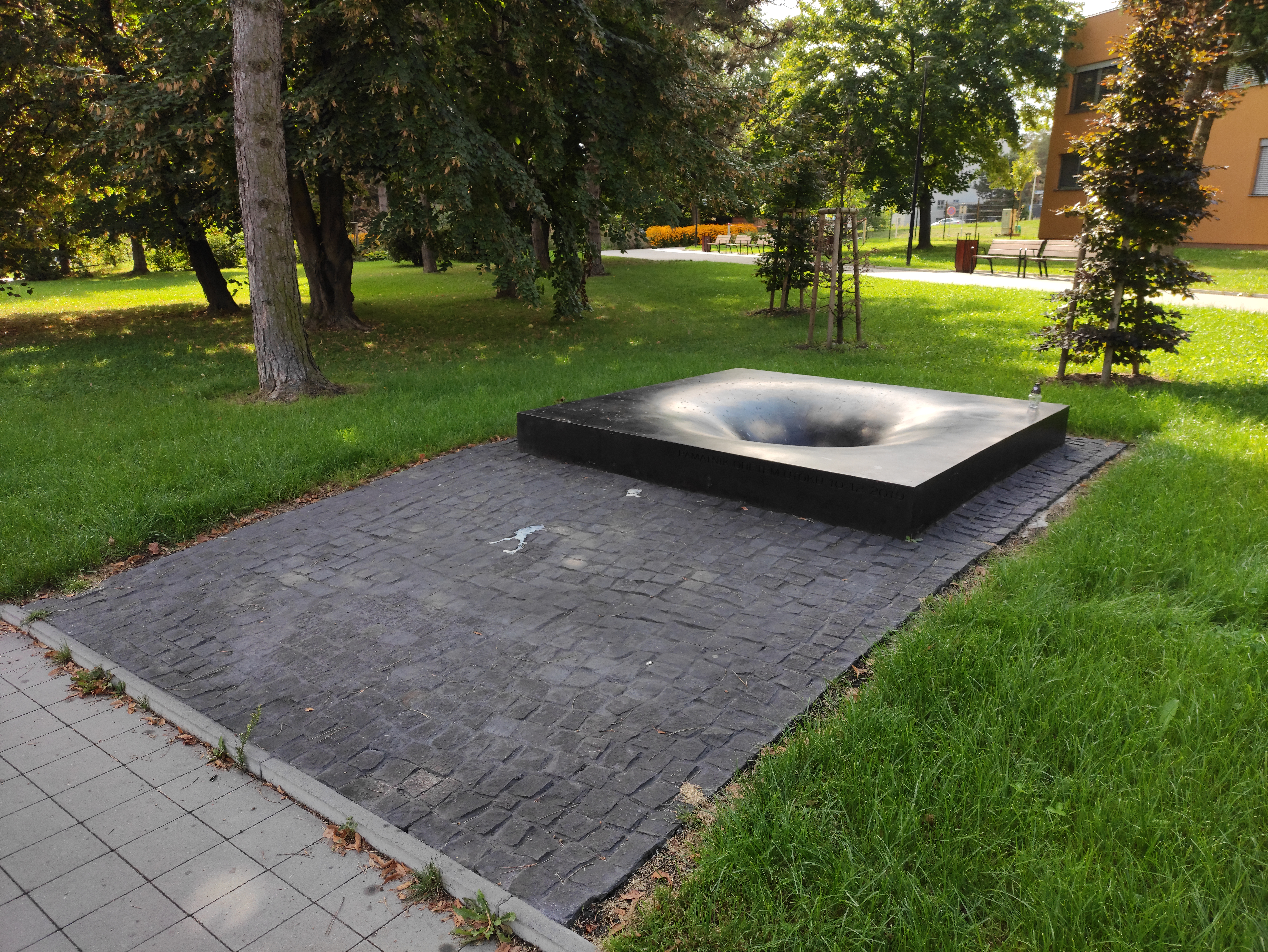
Památník obětem střelby ve Fakultní nemocnici Ostrava, Ostrava-Poruba